# Masnavi Espiritual

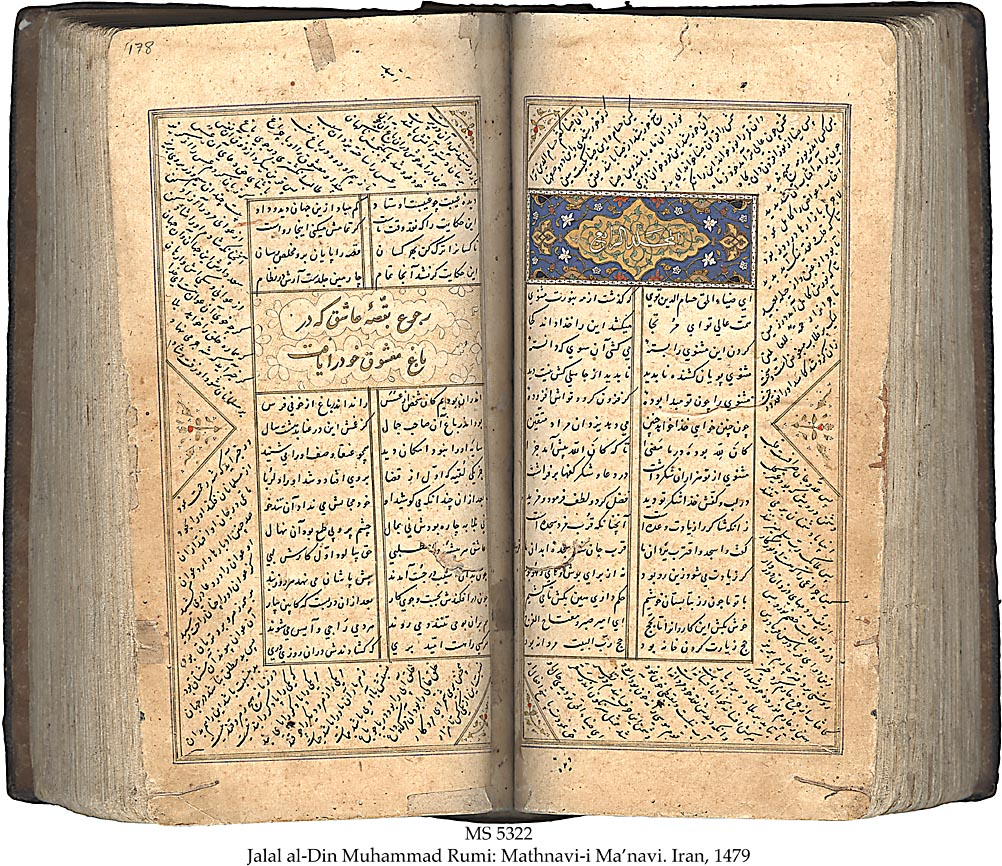
Manuscrito del Masnavi Espiritual en persa en papel, Shiraz, 1479.

Masnavi Espiritual o  Masnavi-ye Manavi ( en idioma persa: مثنوی معنوی ), también escrito Mesnevi, Mathnawi o Mathnavi, es un extenso poema escrito en persa por Yalal ad-Din Muhammad Rumi también conocido como Rumi, famoso persa y poeta sufí. Es una de las obras más conocidas e influyentes del sufismo. El Masnavi es una serie de seis libros de poesía que en conjunto suman alrededor de 25 000 versos o 50 000 líneas. Es un texto espiritual que les enseña a los sufíes cómo alcanzar su meta de estar verdaderamente enamorados de Dios.

## Descripción general

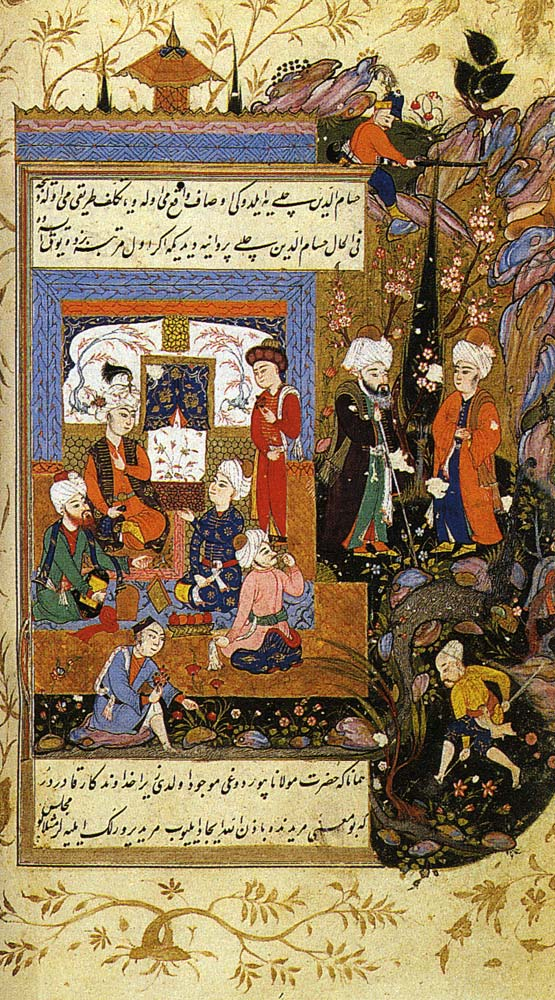
Una miniatura persa que representa a Yalal ad-Din Muhammad Rumi que muestra amor por su discípulo Hussam al-Din Chelebi (hacia 1594).

El título Masnavi-i Ma'navi ( persa : مثنوی معنوی ) significa «Las parejas espirituales». El Masnavi es una colección poética de anécdotas e historias derivadas del Corán, fuentes de hadices y cuentos cotidianos. Las historias se dicen para ilustrar un punto y cada moral se discute en detalle. Incorpora una variedad de sabiduría islámica, pero se enfoca principalmente en enfatizar la interpretación interna sufí personal. En contraste con el Diwan de Rumi, el Masnavi es un texto relativamente «sobrio». Explica las diversas dimensiones de la vida espiritual y la práctica a los discípulos sufíes y ayuda a cualquiera que desee reflexionar sobre el significado de la vida.

## Creación del Masnavi
El Masnavi fue iniciado por el poeta Rumi durante los últimos años de su vida. Comenzó dictando el primer libro alrededor de la edad de 54 años en el 1258 y continuó componiendo versos hasta su muerte en 1273. El sexto y último libro quedó incompleto.
Está documentado que Rumi comenzó a dictar los versos de Masnavi a petición de su discípulo favorito, Husam al-Din Chalabi, quien observó que muchos de los seguidores de Rumi leían diligentemente las obras de Sanai y Farid al Din Attar. Por lo tanto, Rumi comenzó a crear una obra en el estilo didáctico de Sanai y Attar para complementar su otra poesía. Se dice que estos hombres se reunían regularmente en encuentros donde Rumi entregaría los versos y su discípulo Chalabi los escribiría y se los recitaría.
Cada libro consta de aproximadamente 4.000 versos y contiene su propia prosa y prólogo. Algunos estudiosos sugieren que, además del Libro sexto incompleto, podría haber habido un séptimo volumen.

## Temas y dispositivos narrativos
Los seis libros del Masnavi se pueden dividir en tres grupos de dos porque cada par está vinculado por un tema común: [8]
- Libros 1 y 2: están principalmente interesados en el nafs, el yo carnal inferior y su auto engaño y sus tendencias perversas.
- Libros 3 y 4: estos libros comparten los temas principales de razón y conocimiento. Estos dos temas están personificados por Rumi en la figura bíblica y coránica del profeta Moisés.
- Libros 5 y 6: estos dos últimos libros están unidos por el ideal universal de que el hombre debe negar su existencia terrenal física para comprender la existencia de Dios.

El Masnavi no tiene trama enmarcada e incluye una variedad de escenas, desde historias populares y escenas del bazar local hasta fábulas e historias de la época de Rumi. También incluye citas del Corán y de hadices del tiempo de Mahoma. Aunque no hay un marco, estilo o trama constante, Rumi generalmente sigue un cierto patrón de escritura que fluye en el siguiente orden: